# Skalica
Skalica (in ungherese Szakolca, in tedesco Skalitz, in latino Sakolcium) è una città della Slovacchia, capoluogo del distretto omonimo, nella regione di Trnava.